# Festival do Chucrute
O Festival do Chucrute é um festival realizado anualmente na cidade de Estrela, no estado do Rio Grande do Sul.
São realizados encontros e dois bailes típicos, com música, dança e gastronomia típicas alemãs, além do tradicional chope.